# Пьетро I (Арборея)
Пьетро I ди Серра (Pietro I di Arborea) (ум. в Пизе в 1203/1207) — судья Арбореи с 1185 (с 1196 титулярный).
Сын Баризоне II и его первой жены Пеллегрины де Лакон.
В 1185 году наследовал отцу. Права на Арборею предъявила вдова Баризоне II Адальберга — от имени своего племянника Угоне (Уго, виконт де Бас в Каталонии), который умершему судье приходился внуком. Она укрылась в Генуе, где заключила союз с лигурийской коммуной, которая обещала ей военную помощь.
В 1186 году в войну на стороне генуэзцев вступил Баризоне II ди Торрес, судья Логудоро. Пьетро I со своей стороны заручился поддержкой республики Пиза.
Ситуация осложнилась в 1188 году, когда маркиз Оберто де Масса из рода Обертенги захватил юдикат Кальяри.
По договору от 20 февраля 1192 года Пьетро I согласился разделить юдикат Арборея с племянником, который как несовершеннолетний находился под опекой Раймондо ди Турриджия.
В 1196 году Арборею захватил Гульельмо ди Масса — сын умершего в 1190 г. Оберто де Масса. Пьетро I и его сын Баризоне III попали в плен, Угоне де Бас нашёл пристанище в Генуе.
Гильом де Масса поручил управление юдикатом епископу, канонникам Ористано и патрициям. Папа Иннокентий III, считавший Гильома узурпатором, возмутился участию священнослужителей в управлении захваченной собственностью. Чтобы узаконить свои завоевания, Гильом де Масса в 1206 г. женил на Угоне свою младшую дочь Пречиозу.
Пьетро I умер в заключении в 1203/1207 г., завещав свои владения сыну — Баризоне III. Гульельмо ди Масса в 1211 г. дал согласие на его женитьбу на своей старшей дочери Бенедетте ди Кальяри.